# Шоу Питера Серафиновича
Шо́у Пи́тера Серафино́вича (англ. The Peter Serafinowicz Show) — английское комедийное скетч-шоу.

## Показ
Первая серия шоу была показана 4 октября 2007 года на английском телеканале англ. BBC Two в рамках новой программы «Весёлые четверга» (англ. Thursdays Are Funny). Чуть позднее шоу стало выходить на австралийском канале англ. ABC2. С 1 августа 2008 года передача стала транслироваться американским кабельным каналом G4 в программе «Беспошлинное ТВ» (англ. Duty Free TV). 20 декабря 2009 года первая серия шоу впервые была показана в России телеканалом 2х2.
13 декабря 2008 года в эфир вышел эпизод «Шоу Питера Серафиновича: Лучшее» (англ. The Peter Serafinowicz Show: Best Of) длительностью 45 минут, состоящий из нарезок предыдущих серий. В нём Питер Серафинович спародировал известного ирландского радио- и телеведущего Терри Вогана. 23 декабря того же года вышел последний, рождественский, эпизод шоу.
7 января 2010 года Питер Серафинович объявил через Твиттер, что его шоу больше не будет транслироваться по «ВВС Two», так как он «разочарован решением ВВС не возобновлять его шоу». В отношении своих планов на будущее Серафинович заявил, что «будет пытаться опять устроиться на работу в ВВС» (шутка, намекающая на уход телеведущего Джонатана Росса с этого канала).
DVD со всеми эпизодами вышел 1 февраля 2010 года.

## Сюжеты и персонажи
«Шоу…» в основном пародирует известные английские телепередачи и их ведущих.
- O! News — пародия на программу англ. E! News.
- Acting Masterclass — известный актёр даёт уроки мастерства молодым талантам. Среди ведущих этого скетча были Майкл Кейн, Аль Пачино, Кевин Спейси, Роберт Де Ниро, Рэйф Файнс и Марлон Брандо (в теле Джаббы).
- Brian Butterfield — бизнесмен средних лет «рекламирует» отвратительные продукты и услуги: караоке-бар, диету, гостиницу, адвокатское бюро, частное сыскное агентство. Также озвучивает время (всегда неправильное) в телефонной службе точного времени. Является пародией на Бэзила Сопера — актёра из социальной рекламы Горячей линии помощи при ранениях (Personal Injury Helpline).
- A Guide to Modern Life — пародия на телепрограммы 1970-х типа «Помоги себе сам». Каждый скетч заканчивается предложением кардинально поменять свою жизнь, например, «Давайте поженимся», «Давайте устроим оргию» и т. п.
- Sherlock Holmes — пародия в жанре слэш на Шерлока Холмса и Доктора Ватсона. Холмс решает очередную загадку, после чего от избытка положительных эмоций насилует своего друга.
- Buy It Channel — пародия на «магазин на диване» (англ. Shopping channel). В процессе покупки товаров всегда возникают какие-либо необычные проблемы.
- Michael-6 — ток-шоу, ведущий которого — робот. Он искренне пытается помочь своим гостям в решении их проблем, но ломается в конце каждого скетча, нанося сильный урон окружающим. Снабжён такими сложными механизмами как «определитель пола» и детектор лжи. После поломки выделяет белую жидкость, такую же, как в фильмах «Мир Дикого Запада» и про «Чужого».
- BBN News — телеведущий читает новости, но пытается импровизировать, а зуммер глушит его, когда он говорит что-то «от себя». Суть скетча пародирует новостную программу англ. ITV News, а его название — новостные подразделения англ. BBC News и англ. ITN.
- Ringo Remembers — «документальный фильм», в котором Ринго Старр рассказывает о необычных (вымышленных) вехах своей карьеры.
- Sinister — необычная компания (в частности, производит «интернет-ветчину»). Скетч пародирует корпорации Marks & Spencer и англ. S. C. Johnson & Son.
- Soap and Water — пародия на Лорела и Харди. Лорел без конца повторяет «Fuck», из-за чего его и Харди арестовывают.
- Пародируются теле-игры The Weakest Link и Who Wants to Be a Millionaire?
- Пародируются реалити-шоу «X Factor» и «Большой брат» (российские аналоги — «Фактор А» и «За стеклом» соответственно).

Кроме того, в шоу присутствуют пародии на «длинные рекламные ролики», на рекламу Kitchen Gun и Toilet Grenade от компании англ. Cillit Bang (названия обыграны буквально — Gun показан в виде револьвера, а Grenade — как ручная граната), на различных персонажей популярных фильмов (например, на Дарта Вейдера), на «секс по телефону», на журналы с наклейками, призывающие «собрать их все». В скетче, пародирующем сериал «Коломбо», мисс Марпл беременеет от Эркюля Пуаро.

## Интересные факты
- Первый эпизод «Шоу…» посмотрели около полутора миллионов зрителей[4]. Последующие серии, по-видимому, были не столь успешны: их смотрели от 800 тысяч[5] до миллиона человек[6].
- Награды и номинации:
  - Приз Best Entertainer в 2008 году на международном телефестивале «Золотая роза»[7][8]
  - Номинация на Лучшую комедийную программу от Британской академии телевизионных наград[9].